# تلفزيون طوكيو
مؤسسة تي في طوكيو (باليابانية: 株式会社テレビ東京 كابوشكي غايشا تيريبي طوكيو) هي محطة تلفاز تقع في طوكيو، اليابان. وتعرف اختصاراً أيضاً باسم تيليتو (باليابانية: テレ東) وهي كلمة منحوتة من الاسم الأصلي للمؤسسة. المالك الرئيسي للمؤسسة هو نيهون كيزاي شينبون. يعتبر تي في طوكيو أصغر شبكة بث تلفزيوني رئيسية في طوكيو وتشتهر بكثرة برامج ومسلسلات الأنمي التي تعرضها.

## تعريف

### اسم المؤسسة
- مؤسسة تي في طوكيو إكس دي

### المكتب الرئيسي
4-3-12 تورانومون، ميناتو، طوكيو، اليابان.

## المالكون
- نيهون كيزاي شينبون
- مانيتشي هوسو

## تاريخ
- بدأت محطة تي في طوكيو في العمل في 12 أبريل 1964 من قبل مؤسسة اليابان لترويج العلوم.
- في 1 يوليو 1968 تم تأسيس شركة القناة 12 طوكيو للإنتاج المحدودة (株式会社東京12チャンネルプロダクション).
- في أكتوبر 1973 تم إعادة تسمية الشركة إلى شركة القناة 12 طوكيو المحدودة (株式会社テレビ東京).
- في عام 1983 أسست شبكة سمتها "شبكة ميغا تون"(メガTONネットワーク) بالاشتراك مع تلفزيون أوساكا وتلفزيون أيتشي.
- في ديسمبر 1985، انتقل المكتب الرئيسي من شيباكوين إلى تورانومون.
- في 12 ديسمبر 1999 تم افتتاح استديو فرعي في تينزو.
- في 25 يونيو 2003 أخذت المحطة اسمها الحالي.
- في عام 2004 احتفلت المحطة بعيد تأسيسها الأربعين.

## البث

### بث تماثلي
- برج طوكيو على القناة رقم 12

### بث رقمي
- برج طوكيو على القناة رقم 23
- ميتو، محافظة إيباراكي على القناة رقم 18.

## مواقع خارجية
- تلفزيون طوكيو على موقع ANN company (الإنجليزية)

- الموقع الرسمي باللغة اليابانية
- موقع مؤسسة تي في طوكيو